# Surinams arbetarparti
Surinams arbetarparti, Surinaamse Partij van de Arbeid (SPA) är ett, i huvudsak kreolskt, parti i Surinam.
SPA ingår i valalliansen Nya Fronten.